# بخش کلیفتون، شهرستان لیون، مینه سوتا
بخش کلیفتون (به انگلیسی: Clifton Township) یک منطقهٔ مسکونی در ایالات متحده آمریکا است که در شهرستان لیون، مینه‌سوتا واقع شده‌است.
 بخش کلیفتون ۹۳٫۶ کیلومتر مربع مساحت و ۲۸۸ نفر جمعیت دارد و ۳۴۳ متر بالاتر از سطح دریا واقع شده‌است.